# Heinrich Schwieger (Bauingenieur)

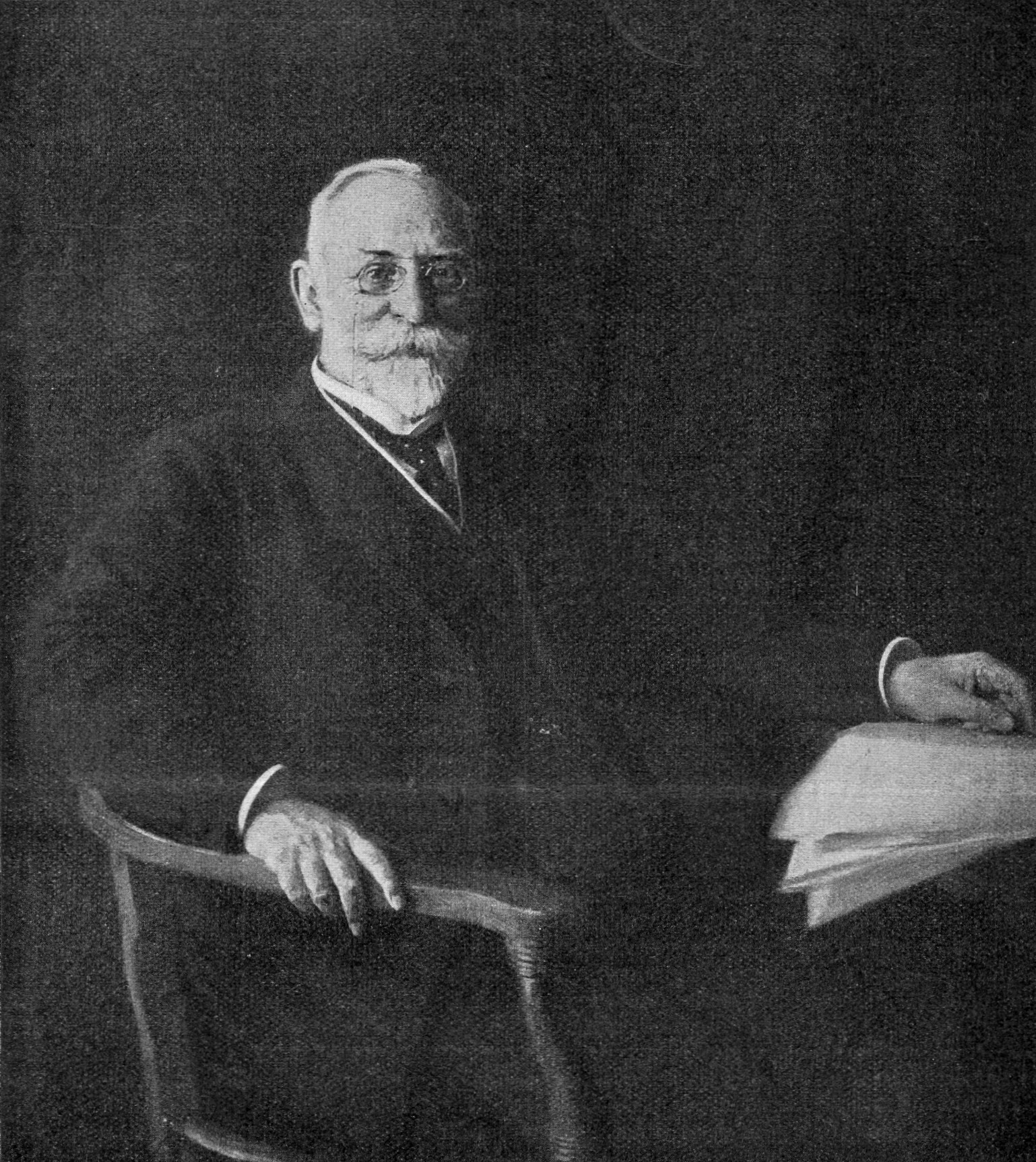
Heinrich Schwieger um 1910

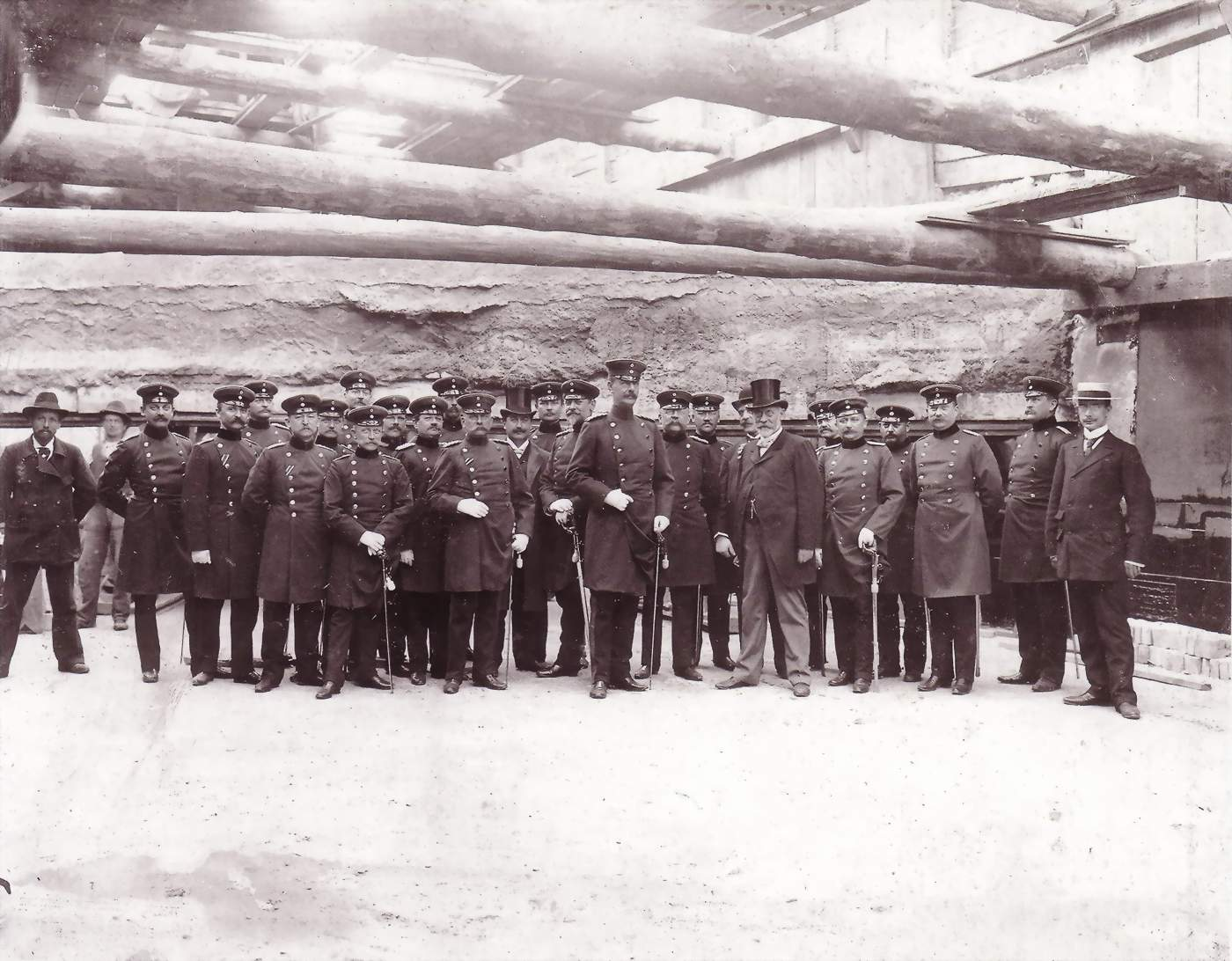
1902 posierte eine Offiziersgruppe in der Baustelle des Bahnhofes Knie, unter ihnen der mit Gehrock und Zylinder gekleidete Heinrich Schwieger

Heinrich Schwieger (* 12. Mai 1846 in Quedlinburg; † 16. September 1911 in Wiesbaden; vollständiger Name Carl Theodor Heinrich Schwieger) war ein deutscher Bauingenieur, der knapp 27 Jahre leitende Positionen im Siemens-Konzern innehatte.

## Leben
Schwieger war ein Sohn des Postdieners Heinrich Schwieger und dessen Ehefrau Bertha Schwieger geborene Weißhaupt. Die Familie lebte in Quedlinburg im Haus Breite Straße 263. Er studierte von 1866 bis 1869 an der Berliner Bauakademie. 1870 legte er die erste Staatsprüfung zum Regierungsbauführer (Referendar in der öffentlichen Bauverwaltung) und am 22. Juni 1875 die zweite zum Regierungsbaumeister (Assessor) ab.
Seine erste Anstellung fand Schwieger zu Zeiten der großen Eisenbahnverstaatlichung in der Preußischen Staatsbahnverwaltung. Hier wurde er als Abteilungsbaumeister und Vorsteher des Konstruktionsbüros der Berliner Stadtbahn unter dem Bauingenieur Ernst Dircksen eingesetzt. Nach Vollendung der Stadtbahn wurde ihm die Leitung der Umbauten des Kölner Hauptbahnhofs übertragen.
Als sich Werner von Siemens 1884 wegen der Entwürfe der geplanten Hochbahnen in Berlin und Wien an Dircksen wandte, empfahl dieser ihm Heinrich Schwieger. Schwieger wurde für die Arbeit bei Siemens vorerst vom Staatsdienst beurlaubt und trat zum Jahresbeginn 1885 bei Siemens & Halske an. Er bekam die Leitung der Abteilung für elektrische Bahnen übertragen, und aus der anfänglichen Beurlaubung entwickelte sich ein dauerhaftes Beschäftigungsverhältnis. An allen Bahnprojekten der nachfolgenden Jahrzehnte aus dem Unternehmen Siemens & Halske hatte Schwieger entscheidenden Anteil. Die wichtigsten Projekte hierbei waren folgende:
- 1889: Bau der elektrischen Straßenbahn in Budapest, der ersten Straßenbahn in Europa mit einer sich bewährenden unterirdischen Stromzuführung
- 1894: Bau der Barmer Bergbahn, der ersten elektrischen Zahnradbahn
- 1895–1996: Bau der Untergrundbahn Budapest, der ersten Unterpflasterbahn und Vorbild für ähnliche Bauten in Paris und Berlin
- 1900: Probebetrieb einer elektrischen Zugförderung auf der Wannseebahn
- 1901: Durchführung der Schnellbahnversuche zwischen Marienfelde und Zossen
- 1902: Bau der Berliner Hoch- und Untergrundbahn
- 1907–1908: Elektrifizierung der Hamburger Vorortbahn Blankenese – Ohlsdorf[1]

Von 1896 bis 1910 war Schwieger Mitglied im Vorstand der Siemens & Halske AG. Im Aufsichtsrat der Hochbahngesellschaft saß Schwieger von deren Gründung im Jahr 1898 bis zum Ausscheiden aus dem Arbeitsleben 1910.
1909 richtete Schwieger eine Stiftung mit einem Kapital von 250.000 Mark ein, aus deren Zinsen Angestellten mit niedrigen Gehältern Zuwendungen „zum Zwecke der Erholung oder zu einer Studienreise während des Urlaubs“ gewährt wurden.
1911 erlag Schwieger 66-jährig einem Herzinfarkt. Er war unverheiratet, hinterließ aber eine Adoptivtochter.

## Auszeichnungen
Am Tag der Eröffnungsfeier der Berliner Hoch- und Untergrundbahn, dem 15. Februar 1902, bekam Schwieger den preußischen Kronenorden III. Klasse verliehen. Die Technische Hochschule Charlottenburg verlieh Schwieger am 9. März 1906 „in Anerkennung seiner hervorragenden Verdienste um die Entwicklung des großstädtischen Binnen- und Vorortverkehrs“ die Ehrendoktorwürde (als Doktor-Ingenieur Ehren halber / Dr.-Ing. E.h.). Vom preußischen Minister der öffentlichen Arbeiten bekam Schwieger 1907 die silberne Medaille für Verdienste um das Bauwesen verliehen. 1908 folgte anlässlich der Eröffnung der Untergrundbahn nach Westend im April die Ernennung zum Geheimen Baurat. Die Preußische Akademie des Bauwesens verlieh ihm 1909 die goldene Verdienstmedaille.

## Gedenken

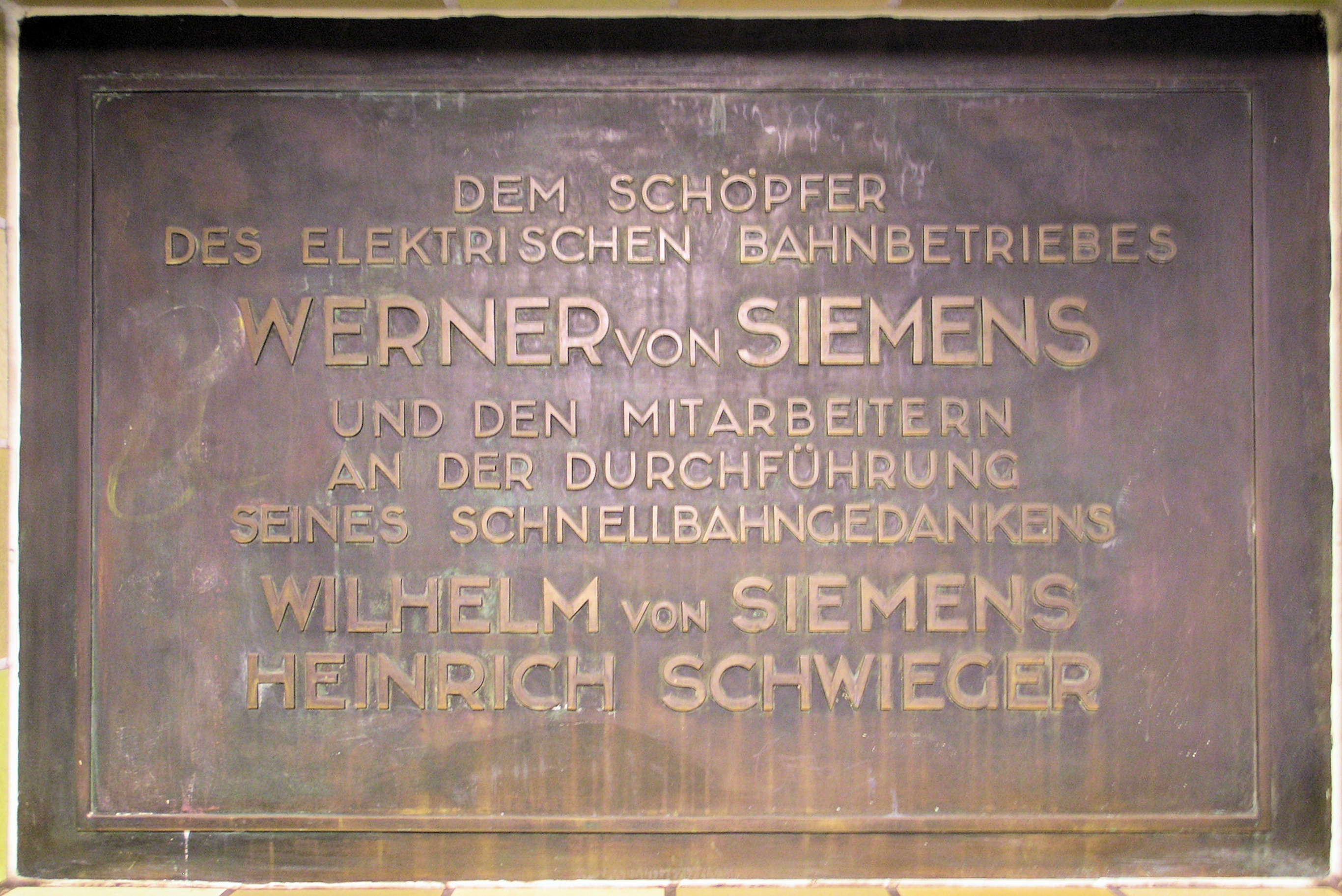
Gedenktafel im U-Bahnhof Nollendorfplatz

Gleich auf zwei Gedenktafeln im Bereich der Berliner U-Bahn erinnern an Schwieger. Die eine befindet sich im südlichen Zwischengeschoss des U-Bahnhofs Klosterstraße, auf ihr wird der insgesamt 16 Förderer des Untergrundbahnbaus gedacht. Die andere Gedenktafel befindet sich im Empfangsgebäude des U-Bahnhofs Nollendorfplatz, hier wird an Werner von Siemens, Wilhelm von Siemens und Schwieger erinnert.
1931 wurde eine neu angelegte Straße in Berlin-Siemensstadt nach Heinrich Schwieger Schwiegersteig benannt.